# Nell Pierlain
Nell Pierlain (nom de plume de Marie-Madeleine Pourchot, né le 11 août 1914 à Valentigney et morte le 9 juillet 2007 à Paris 16e) est une auteure française de romans sentimentaux, parus principalement aux éditions Tallandier. Elle obtient le prix du Roman populaire en 1968 pour Le Rendez-vous de Marrakech et est la mère du chanteur et acteur français, Alain Souchon.

## Biographie
Fille d'Édouard Constant Pourchot et d'Augustine Marie Schmitt, Marie-Madeleine Pourchot naît le 11 août 1914 à Valentigney (Doubs),. Après la Première Guerre mondiale et le retour d’Édouard Pourchot de l'arsenal de Bourges, la famille s'installe rue Quinault à Paris. A l'été 1937, elle épouse Robert Kienast, professeur agrégé de géographie, issu d'une famille de propriétaires du Crotoy,. Sous le pseudonyme de Madeleine Lemaître, elle travaille dans la troupe de théâtre du comédien Fernand Ledoux,. Lors d'une tournée à Casablanca, durant laquelle son mari l'accompagne, elle fait la connaissance de Pierre Souchon, professeur d'anglais au Grand lycée, dont elle tombe éperdument amoureuse. Quelques mois après la naissance le 27 mai 1944 de son fils Alain Édouard Kienast (le futur Alain Souchon), et dont le père biologique est Pierre Souchon, la famille Kienast repart s'installer en Suisse.
Sept ans plus tard, Marie-Madeleine Pourchot-Kienast quitte son mari pour épouser en secondes noces Pierre Souchon. Ils reviennent vivre à Paris, dans un petit appartement du XVIe arrondissement. Les années passent jusqu'à ce qu'un drame frappe la famille : le 8 janvier 1959, Pierre Souchon meurt lors d'un accident de voiture. Les revenus de la famille ayant brutalement chuté, Marie-Madeleine Souchon et ses enfants, Alain et Patrick, sont contraints de déménager dans un logement HLM du 15e arrondissement. Sans emploi, elle décide rapidement de se mettre à l'écriture de romans sentimentaux pour la collection Floralies des éditions Tallandier. Elle prend alors le pseudonyme de Nell Pierlain et ses romans remportent un beau succès,. Elle meurt en 2007 des suites de la maladie d'Alzheimer.

## Œuvre
- Miss Darnell, starlette, 1959
- Le Jeune homme à la rose, 1960
- Dangereuse Hilda, 1961
- Ombres sur les Andes, 1962
- Manoulia, 1964
- J'attends Rudy, 1965
- Le Bengali de l'ile de Chypre, 1965
- La Colline des perles, 1966
- La Nymphe du lac, 1966
- Chacun sa chimère, 1967
- La Sonate de l'exil, 1968
- Le Rendez-vous de Marrakech, 1968
- Tu seras ma reine, 1969
- Le Bengali de Chypre, 1970
- Le Portrait de Cyril, 1970
- La Dame des Petites Loges, 1970
- L'Homme en gris, 1971
- Ingrate Alexandra, 1972
- La Chanson de Chloé, 1973
- Un Homme déconcertant, 1974
- L'Écharpe mauve, 1975
- L'Homme à la Lotus, 1975
- Vers un nouveau rivage, 1976
- Le Voyage en Louisiane, 1977
- Fascinante Hilda, 1977
- Cher imposteur, 1978
- La Divine, 1978
- Pour l'amour de Mathieu, 1980
- Un Été brûlant, 1980
- Mirage à Los Angeles, 1980